# Tannenhof Berlin-Brandenburg
Der Tannenhof Berlin-Brandenburg ist Träger zahlreicher Einrichtungen im Bereich der Suchttherapie sowie der Kinder- und Jugendhilfe. An rund 20 Standorten in Berlin und Brandenburg arbeiten etwa 200 hauptberufliche Mitarbeiter, darunter Ärzte, Psychologen und Sozialpädagogen. Die Therapiezentren befinden sich überwiegend im Eigentum des Vereins, darunter ein ehemaliges Krankenhaus in Berlin-Wilmersdorf. Finanziert werden die Rehabilitationsleistungen durch Krankenversicherungs- und Rentenversicherungsträger.

## Entstehung und Geschichte
Der Verein wurde unter dem Namen „Drogenhilfe Tübingen in Berlin e.V.“ am 13. Juni 1979 gegründet, der zu Beginn aus drei Betreuungspersonen und einer kleinen Gruppe Drogenabhängiger bestand und als erste derartige Einrichtung in das Berliner Vereinsregister eingetragen wurde. Damit reagierten die Initiatoren, vor allem Ärzte, Psychologen, Sozialarbeiter und betroffene Eltern aus dem damaligen Westteil Berlins, auf den Wandel in der Drogenszene der Stadt. Zu dieser Zeit kam erstmals Heroin auf den Berliner Drogenmarkt, damit verbunden war der Drogentod junger Menschen. Der Verein hat seit dieser Zeit ein Netzwerk aus Beratungs-, Betreuungs-, Therapie- und Bildungsangeboten aufgebaut, um für suchtmittelabhängige Menschen Therapien anzubieten und sie auf ein drogenfreies Leben vorzubereiten. Außerdem bietet der Verein unterschiedliche Sozial- und Betreuungsleistungen für Kinder und Jugendliche in sozial oder psychisch schwierigen Lebenslagen. 1985 wurde der Verein in „Drogenhilfe Tannenhof Berlin e. V.“ umbenannt, 2003 in „Tannenhof Berlin-Brandenburg e. V.“
Mit Beginn des Jahres 2015 wurde eine Umstrukturierung umgesetzt und bestimmte Bereiche des Gesamtträgers wurden in die neue Tannenhof Berlin-Brandenburg gGmbH überführt (dazu gehören die Suchtrehabilitationseinrichtungen (mit stationärer und ambulanter Therapie sowie der Nachsorge) und Suchtberatungsstellen in Berlin und Brandenburg), alle andere Angebote (Tannenhof-Schule, der Kinderbereich (Tages- und Wohngruppen für Kinder) sowie die Bereiche Prävention und Fortbildung) verblieben beim Tannenhof Berlin-Brandenburg e.V.

## Tätigkeitsfelder

### Suchthilfe
Für drogenabhängige Menschen wird unter ärztlicher Aufsicht Suchttherapie und Suchtrehabilitation angeboten. Daran schließen sich Nachsorgebehandlungen wie Adaption und Betreutes Wohnen an. Das Gelände in Berlin-Lichtenrade, auf welchem sich heute das Therapiezentrum 1 befindet, ist der Gründungsstandort des Gesamtträgers. Dort wurde 1979 die erste Suchthilfeeinrichtung eröffnet. Heute befindet sich dort nicht mehr nur eine Therapieeinrichtung für ca. 40 Personen, sondern auch das angeschlossene Kinderhaus mit derzeit 16 Plätzen für Kinder von in Therapie befindlichen Eltern. In Berlin-Wilmersdorf betreibt der Verein seit dem 8. Mai 2009 das Therapiezentrum „Die Pfalzburger“ für rund 60 Suchtkranke. Im Gebäude eines ehemaligen Krankenhauses entstand so erstmals eine Suchttherapieeinrichtung mitten in der Stadt. In Schönbirken bei Neuruppin gibt es 32 Therapieplätze für Alkoholabhängige. Nach einer erfolgreichen Entwöhnungsbehandlung schließt sich für Menschen in Therapie die sogenannte Adaptionsphase als Übergang in einen selbstorganisierte Lebensalltag an. Diese bietet der Verein derzeit in Berlin-Buckow und im brandenburgischen Neuruppin an. Das ambulante Zentrum in Berlin-Wilmersdorf organisiert die Nachsorge und das Betreute Wohnen für Personen, die bereits eine Therapie abgeschlossen haben, das Therapieangebot der Tagesklinik richtet sich an Suchtkranke, die noch ein intaktes soziales Umfeld haben, welches sie in der Abstinenz unterstützt. Die Angebote werden daher in der Regel als ambulante Suchttherapie-Behandlung bezeichnet. Darüber hinaus betreibt der Verein eine Reihe von Suchtberatungsstellen, die im Land Brandenburg als erste Anlaufstelle dienen.

### Kinderhilfe
Im Bereich der Kinderhilfe betreibt der Tannenhof Berlin-Brandenburg e. V. ein Kinderhaus, in welchem Kinder von Eltern in Therapie während der Rehabilitationszeit betreut werden. Seit Anfang der 1990er Jahre ist der Verein Träger von verschiedenen Tagesgruppen für Kinder mit sogenanntem „besonderem pädagogischen oder therapeutischen Förderbedarf“. Dabei werden zum Beispiel verhaltensauffällige und lerngehemmte Kinder betreut, unter anderem in einer ehemaligen Feuerwache und einem ehemaligen Bauernhof im Süden Berlins.

### Jugendhilfe
In der Jugendhilfe engagiert sich der Verein beispielsweise in der Ausbildung von Jugendlichen und jungen Erwachsenen nach einer erfolgreichen Suchttherapie. Ausgebildet wird in Berufen wie Bürokaufleute, Garten- und Landschaftsbau oder auch Koch/Köchin. An der vom Land Berlin unterstützten Tannenhof-Schule können ehemalige Suchtkranke den Erweiterten Hauptschulabschluss und den Mittleren Schulabschluss erwerben.

### Prävention
Der Verein ist mit Kooperationspartnern an verschiedenen Projekten beteiligt, die häufig in der Sucht- und Gewaltprävention angesiedelt sind:
- Papilio – Förderung sozial-emotionaler Kompetenz im Kindergarten gemeinsam mit der Augsburger Puppenkiste[8][9]
- Raufen nach Regeln – Antiaggressionstraining für Kinder[10]
- Starke Eltern – starke Kinder – Stärkung der Erziehungskompetenz bei Erwachsenen[11][12]
- Junger Fußball in Berlin – keine Drogen, keine Gewalt – Gewaltprävention und Alkoholaufklärung für Kinder und Jugendliche
- Früh A – Früherkennung Alkoholabhängigkeiten durch Ärzte[13]
- Fred – Frühintervention bei erstauffälligen Konsumenten von Alkohol oder anderen Drogen[14]
- Peerprojekt an Fahrschulen – Das Projekt informiert Fahrschüler und junge Fahranfänger gezielt über die Gefahren und Folgen von Alkohol und anderen Drogen im Straßenverkehr.[13]

## Chronik
Der Verein hat sich über drei Jahrzehnte hinweg zu einem der größten Anbieter in der Region Berlin entwickelt und geht inzwischen mit einem zweistelligen Millionen-Etat seiner Arbeit nach.

### Die Anfangsjahre
Mit dem Einzug der Therapeutischen Gemeinschaft auf das Gelände des sogenannten Tannenhofs in Berlin-Lichtenrade und der Aufnahme der ersten Bewohner 1979 beginnt die Geschichte. 1983 eröffnete das Kinderhaus auf dem Gelände des Tannenhofs. Im selben Jahr wurde mit der Lehrausbildung für Bürokaufleute im Tannenhof und für Metallbauer in der Schlosserei „Altes Pumpwerk“ begonnen. Außerdem wurde die erste Außenwohngruppe in Berlin-Lichtenrade eingerichtet. Fünf Jahre später wurde die Tannenhof-Schule gegründet.

### Anerkennung
Im Jahr 1989 wurde der Tannenhof durch die Bundesversicherungsanstalt für Angestellte (BfA) anerkannt. Nur ein Jahr später übernahm der Verein das Landhaus Oppenheim in Berlin-Wannsee als zweites Therapiezentrum und erreichte die Anerkennung der Konzeption durch die Landesversicherungsanstalt und die BfA. 1992 begann die Arbeit des Ambulanten Zentrums in Berlin-Wilmersdorf und es wurde die erste Tagesgruppe für Kinder in Lichtenrade (TALI) gegründet. Weitere Tagesgruppen entstanden dann 1995, 1998, 2004 und 2005. Ab 1993 wurde die Alkoholentwöhnungsbehandlung im Haus Schönbirken bei Lindow durchgeführt und ein Jahr später die Adaption Neuruppin eingerichtet, sowie die Suchtberatung Königs Wusterhausen in Kooperation mit dem Landkreis Dahme-Spreewald (LDS) eröffnet. Es folgte 1995 die Eröffnung der Integrierten Suchtberatung Neuruppin und 1997 die Gründung des Adaptionshauses in Berlin-Buckow.

### 2000 bis heute
Im Jahr 2002 eröffnete der Verein die ganztägige ambulante Einrichtung „Die Tagesklinik“ in Berlin-Wilmersdorf und übernahm die Suchtberatung Cottbus nach Ausschreibung durch die Stadt Cottbus. 2005 folgte die Eröffnung der überregionalen Suchtpräventionsfachstelle Brandenburg mit Sitz in Lübben. Vier Jahre später eröffnete das erste innerstädtische Sucht-Therapiezentrum „Die Pfalzburger“ in Berlin-Wilmersdorf und es folgte die Zertifizierung gem. DIN EN ISO 9001:2008 (Qualitätsmanagement).
2010 wurde die Tannenhof-Schule als offizieller Schulversuch anerkannt. Im darauffolgenden Jahr wurde die stationäre Kinder-Wohngruppe „Haus auf dem Hügel“ eröffnet. 2012 zog die Tagesklinik Abhängigkeitserkrankungen, das Ambulante Zentrums sowie die Zentrale Aufnahme an den neuen Standort „Zentrum für Gesundheit und Rehabilitation“ um. Ab 2013 wurde in Berlin-Wilmersdorf der Bereich Psychosomatische Rehabilitation betrieben. Ein Jahr später folgten der Umbau und die Eröffnung des Kinderhofs in Berlin-Lichtenrade mit neuer stationärer Wohngruppe und Umzug der Kindertagesgruppen Dorfteich. 2015 wurde der Träger in einen e.V. und eine gGmbH aufgeteilt, beide tragen weiterhin den alten Namen Tannenhof Berlin-Brandenburg. Im Verein sind und vor allem die Geschäftsfelder Kinderhilfe, Prävention, Schule angesiedelt, in der gGmbH vor allem die Therapieangebote für Erwachsene. 2016 wurde der langjährige Geschäftsführer Horst Brömer von Manuela Schulze und Babett Schott als Geschäftsführer abgelöst. Im Jahr 2019 feiert der Träger sein 40-jähriges Bestehen und zählte zu dem Zeitpunkt über 300 Mitarbeiter, etwa 470 stationäre Therapie- und Betreuungsplätze und um die 9.000 ambulante Therapieeinheiten pro Jahr.

## Kritik
Der Verein bietet hauptsächlich abstinenzorientierte Suchttherapie an. Diesem Konzept konträr gegenüber steht der Ansatz einer Substitutionstherapie, bei welcher unter fachlicher Kontrolle zum Beispiel Methadon als Ersatzstoff an Schwerstsüchtige gereicht wird. Aus der Suchtrehabilitationsbranche gab es dazu immer wieder auch kritische Stimmen, was jedoch inzwischen überholt scheint, da der Träger inzwischen beispielsweise in Cottbus ein eigenes PSB-Programm betreibt und in Berlin seit längerem mit substituierenden Stellen kooperiert.
In den 1990er Jahren geriet der Verein wiederholt in die Schlagzeilen, weil er großzügig mit Mitteln der Stiftung Deutsche Klassenlotterie unter ihrem damaligen Vorsitzenden Klaus-Rüdiger Landowsky gefördert wurde und der Verdacht der Günstlingswirtschaft entstand. Allerdings wurden die Lotto-Gelder bei der DKLB-Stiftung entsprechend den Allgemeinen Bewirtschaftungsgrundsätzen für Zuwendungen der Stiftung beantragt, bewilligt sowie projektbezogen verwendet und abgerechnet.
Kritische Stimmen gibt es auch zur Netzwerkgröße des Gesamtvereins, welcher sich mit seinen Einrichtungen inzwischen über Berlin und Brandenburg verteilt. Die einzelnen Einrichtungen arbeiten zwar unter dem Gesamtnamen des Trägers, doch sind Überschneidungen und Schwerpunktaufgaben für Außenstehende teilweise nicht ganz einfach zu erkennen.